# Joseph Hillebrand
Joseph Hillebrabd (Hildesheim, 24 agosto 1788 – Bad Soden am Taunus, 25 gennaio 1871) è stato un filosofo tedesco.
Sacerdote cattolico convertito al Protestantesimo, insegnò a Heidelberg e a Gießen e fu inoltre un modesto politico liberale e parlamentare dell'Assia. Si ritirò nel luglio 1850.

## Opere
- Germanikus, 1817
- Über die Einheit der Zeit und den Zusammenhang der Ereignisse in derselben, 1818
- Encyclopädie der Philosophie, 1819
- Grundriss der Logik und philosophischen Vorkenntnislehre, 1820
- Die Anthropologie als Wissenschaft, 1822
- Astrologie und ihre Auswirkungen, 1823
- Philosophie des Geistes oder Encyclopädie der gesammten Geisteslehre, 2 Bde., 1835-36
- Die deutsche Nationalliteratur seit dem Anfange des achtzehnten Jahrhunderts, besonders seit Lessing, bis auf die Gegenwart. Historisch und ästhetisch - kritisch dargestellt, 1845